# Mesochorus basilewskyi
Mesochorus basilewskyi är en stekelart som beskrevs av Pierre L. G. Benoit 1955. Mesochorus basilewskyi ingår i släktet Mesochorus och familjen brokparasitsteklar. Inga underarter finns listade i Catalogue of Life.